# キンバリー・ウォルシュ
キンバリー・ジェーン・ウォルシュ（Kimberley Jane Walsh, 1981年11月20日 - ）は、イングランドのガールグループ、ガールズ・アラウドの元メンバー。2012年にミュージカル『シュレック』でウェスト・エンド・デビューして以降、『エルフ』(2015年)、『Big』(2019年)、『めぐり逢えたら』(2019年)など人気映画の舞台版に出演している。

## 来歴
イングランドのブラッドフォード出身。幼い頃からCMに出演したり舞台に出演したりと演技の世界で活躍していた。ソロではシュレックのミュージカルや映画"ホリッド・ヘンリー"に出演するなど役者としての活動が多い。また音楽面ではアグロ・サントスのシングル"Like U Like"へのフィーチャリング出演やオリンピック公式チームGBシングルとしてアルフィー・ボーとクイーンの名曲"ワン・ヴィジョン"をカバーしている。これまで共作が多かったが2013年2月にソロアルバムを出す事が決定した。2012年、BBCの人気番組ストリクトリー・カム・ダンシングに出演し話題となっている。2014年2月、ツイッターで10年以上交際していたジャスティン・スコットの子供を妊娠した事を明かした。同年9月14日長男ボビーが誕生。2016年1月30日にバルバドスで挙式。ブライスメイトとしてシェリルとニコラが参加した。2016年6月に第2子妊娠を発表、同年12月15日に次男コールが誕生した。

## ディスコグラフィ
ガールズ・アラウドも参照。

### スタジオアルバム
| Title        | Album details                                                                 | 最高順位 | 最高順位 | 最高順位 |
| Title        | Album details                                                                 | UK       | IRE      | SCO      |
| ------------ | ----------------------------------------------------------------------------- | -------- | -------- | -------- |
| Centre Stage | - Released: 4 February 2013 - Label: デッカ・レコード - Formats: CD, 音楽配信 | 18       | 99       | 23       |

### シングル

#### リード曲
| 2011         | "Everybody Dance"       | — | Horrid Henry: Music from the Motion Picture |
| 2013         | "One Day I'll Fly Away" | — | Centre Stage                                |
| "—" ランク外 |                         |   |                                             |

#### ft.曲
| 2011         | "Like U Like" (アグロ・サントス ft. Kimberley Walsh)    | 8 | 13 | AggroSantos.com    |
| 2012         | "One Vision" (with アルフィー・ボー)                    | — | —  | Team Great Britain |
| 2014         | "The Road" (アリステア・グリフィン ft. Kimberley Walsh) | — | —  | N/A                |
| "—" ランク外 |                                                         |   |    |                    |